# Bodjecali
Bodjecali est un quartier situé dans l'arrondissement de Malanville dans commune de Malanville au nord-est du Bénin dans le département de l'Alibori. C'est l'un des quartiers stratégiques de la ville,
Selon un rapport de février 2016 de l'Institut National de la Statistique et de l'Analyse Économique (INSAE) du Bénin intitulé Effectifs de la population des villages et quartiers de ville du Bénin (RGPH-4, 2013), le quartier Bodjecali comptait 7597 habitants en 2013,.

## Galerie de photos

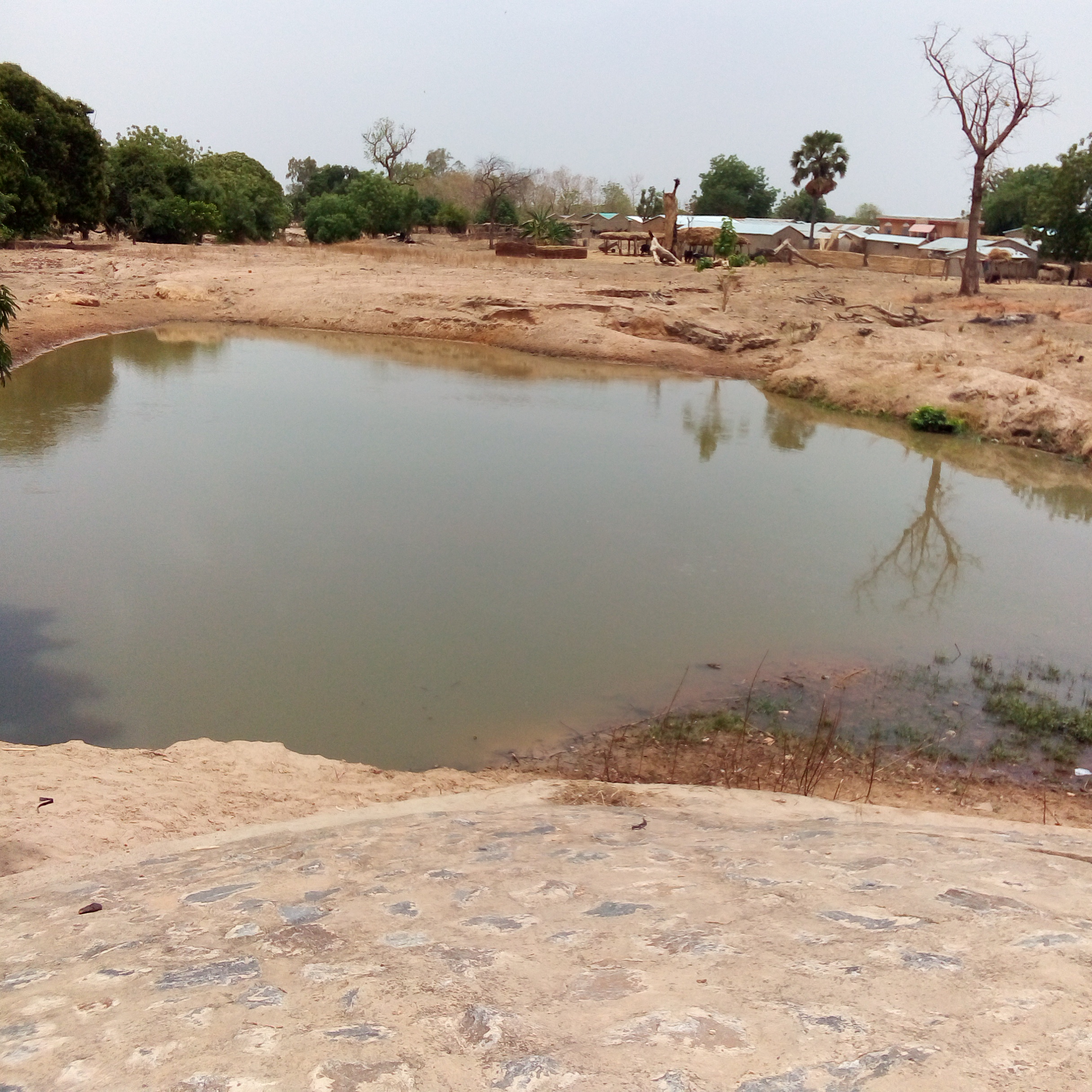
Mare de Bodjécali
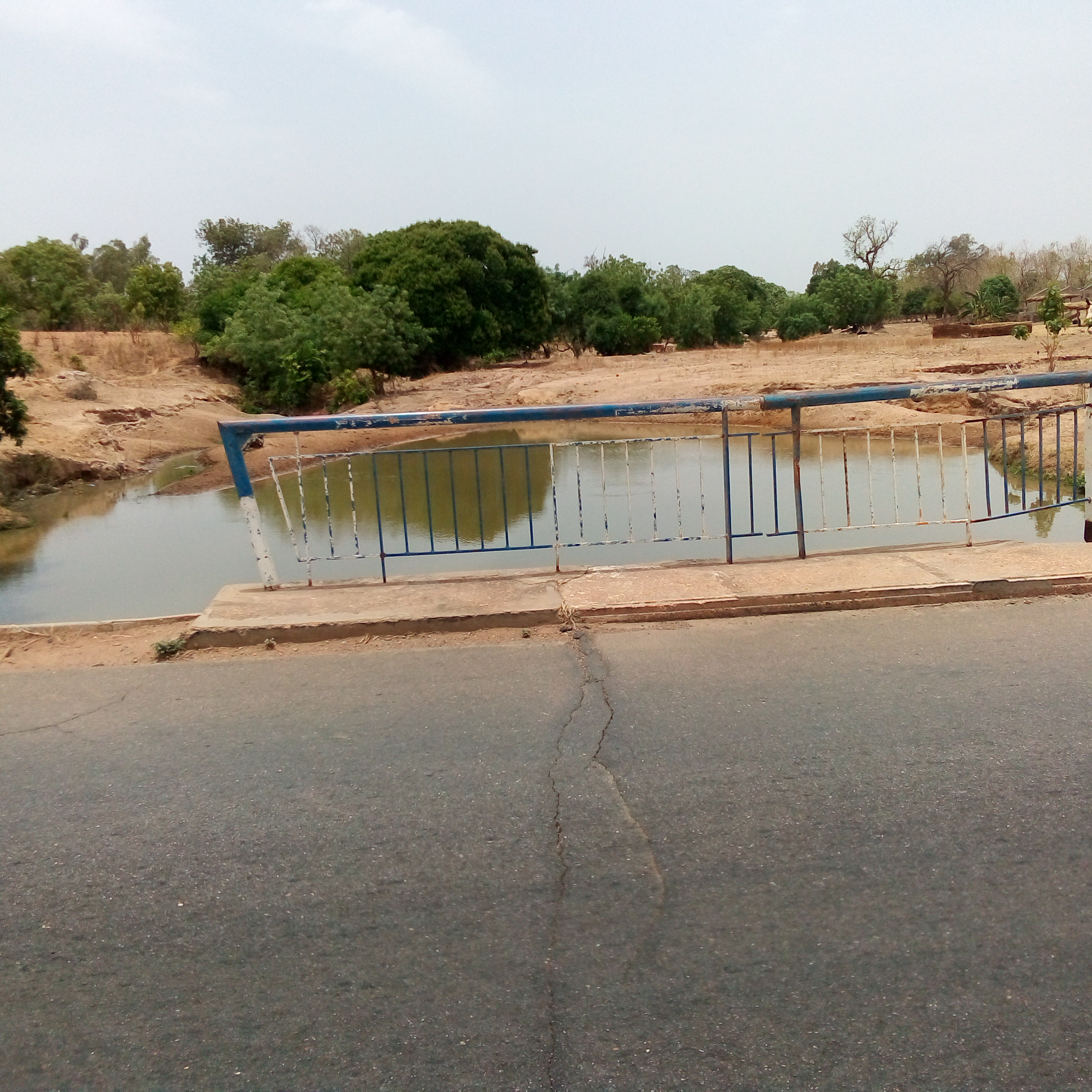
Vue de la Mare et du pont de Bodjécali
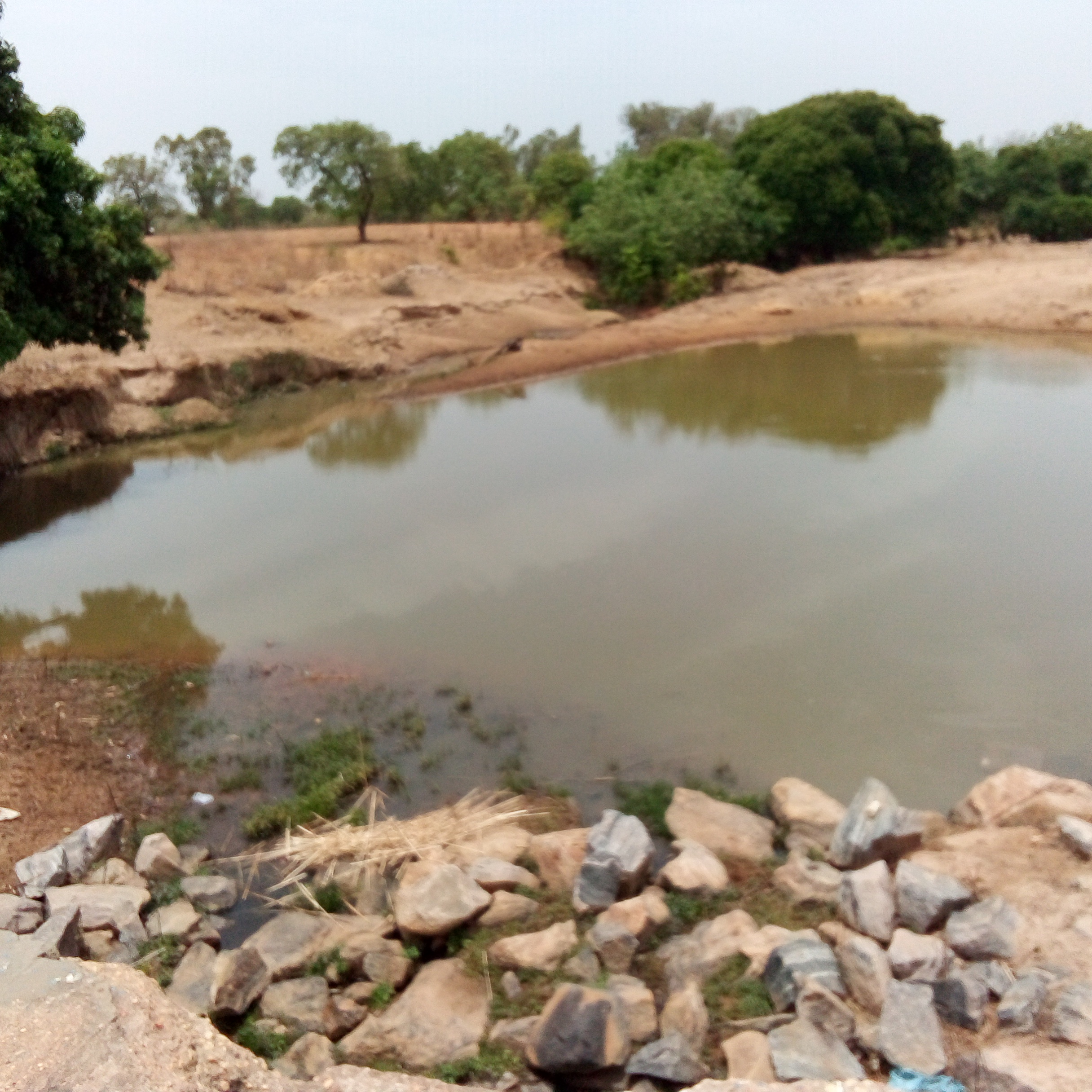
Vue de la Mare de Bodjécali
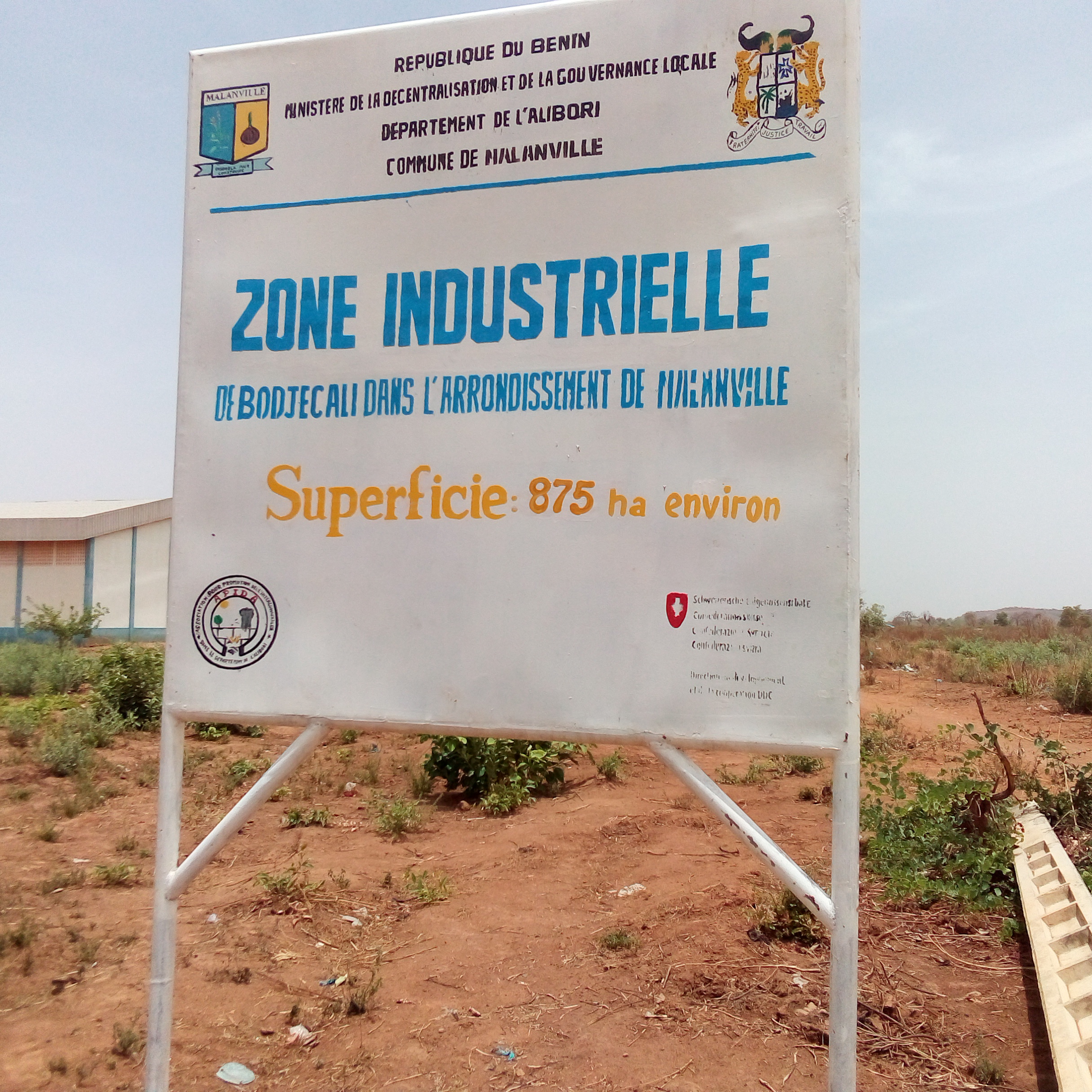
Plaque indiquant la Zone industrielle de Bodjécali à Malanville
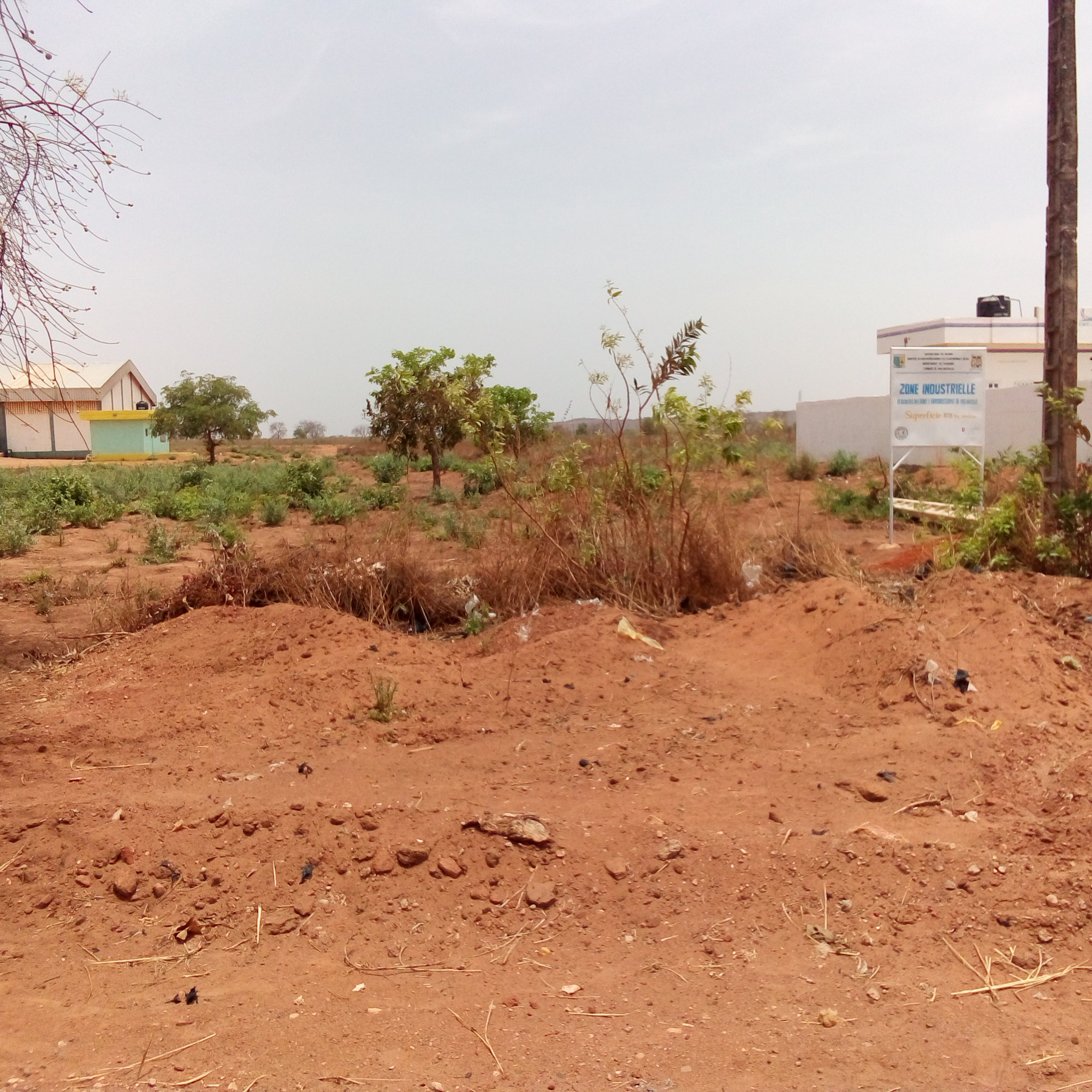
Zone industrielle de Bodjécali à Malanville